# Ereveld Kalibanteng

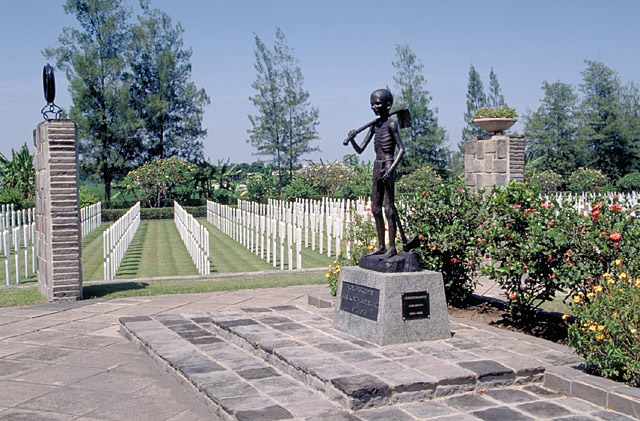
Ereveld Kalibanteng

Ereveld Kalibanteng is een erebegraafplaats vlak bij de luchthaven van Semarang, Indonesië.
Het ereveld telt 3100 oorlogsslachtoffers en militairen. Het overgrote deel van de mensen zijn vrouwen en kinderen uit de Japanse concentratiekampen Ambarawa VI en Ambarawa VII in Ambarawa, Kamp 10 en Kamp 11 bij Banjoebiroe en Semarang.
Het is bij dit ereveld niet bekend hoeveel mensen met de Nederlandse nationaliteit er liggen. Bij veel graven staat geen naam vermeld. Op het ereveld is een monument ter nagedachtenis aan alle vrouwen die omgekomen zijn in Japanse kampen en een ander monument voor hen die in de Japanse jongenskampen het leven lieten.